# Мчедлишвили, Джемал Владимирович
Джемал Владимирович Мчедлишвили (род. 20 сентября 1962 или 21 сентября 1962, Карели, Шида-Картли) — советский самбист и дзюдоист, бронзовый призёр чемпионата СССР по дзюдо 1986 года, чемпион и призёр чемпионатов СССР по самбо, победитель розыгрышей Кубка СССР по самбо, чемпион Европы и мира по самбо, Заслуженный мастер спорта СССР по самбо (1989). Победитель и призёр международных турниров по самбо и дзюдо. Его наставником был Гурам Папиташвили. Выступал в первой средней весовой категории (до 82 кг). Также участвовал в соревнованиях по чидаобе, дважды становился абсолютным чемпионом Грузии (1985—1986 годы).

## Выступления на чемпионатах страны
- Кубок СССР по самбо 1986 года — ;
- Чемпионат СССР по дзюдо 1986 года — ;
- Чемпионат СССР по самбо 1987 года — ;
- Кубок СССР по самбо 1988 года — ;
- Чемпионат СССР по самбо 1988 года — ;
- Чемпионат СССР по самбо 1989 года — ;